# Cyclopeptide

Cyclotriprolyl ein cyclisches Tripeptid aus drei Resten der Aminosäure L-Prolin.

Cyclopeptide (zyklische oder ringförmige Peptide) sind organische Verbindungen, deren Bindungsgerüst mindestens einen geschlossenen Ring von kovalenten Bindungen bildet, in welchem mindestens eine Peptidbindung enthalten ist. Da die Peptidbindung eine spezielle Form der Amidbindung ist und zyklische Amide auch als Lactame bezeichnet werden, ist jedes Cyclopeptid ein Lactam. Umgekehrt gilt dies aber nicht, da der Begriff Lactam sämtliche intramolekularen Amide – auch solche, die sich von nur einer einzigen Aminosäure ableiten – umfasst, Peptide aber aus mindestens zwei Aminosäuren bestehen. Das einfachste Cyclopeptid ist demzufolge die heterozyklische Verbindung mit den systematischen Namen 1,4-Diazacyclohexan-2,5-dion welches formal durch Dehydratisierung aus zwei Molekülen der einfachsten Aminosäure Glycin gebildet wird.
Die Größe von Verbindungen, die unter diese Definition des Begriffs Cyclopeptide fallen, ist zwar formal nicht beschränkt. Jedoch ist es üblich, sehr große, aus mehr als 50 Aminosäuren aufgebaute Makromoleküle nicht als Peptide, sondern als Proteine zu bezeichnen, weshalb Aminosäurepolymere dieser Größe nicht zu den Cyclopeptiden zu zählen sind, selbst wenn sie (was oft der Fall ist) zyklisch aufgebaut sind.

## Struktur und Einteilung

### Homodete Cyclopeptide
Als homodet werden Cyclopeptide bezeichnet, deren Ringstruktur ausschließlich aus Alpha-Aminosäuren besteht, die über Peptidbindungen verknüpft sind. Wichtig ist hierbei, dass keine der Peptidbindungen eine Aminosäure-Seitenkette involviert, da es sich in diesem Fall um eine Isopeptidbindung handeln würde (siehe unten). Ein Beispiel für ein natürlich vorkommendes homodetes Undeca-Cyclopeptid ist Cyclosporin A, dessen Peptidbindungen teilweise N-methyliert sind.

### Heterodete Cyclopeptide
Als heterodet werden alle Cyclopeptide bezeichnet, deren Ringstruktur andere Elemente als Peptidbindungen zwischen Alpha-Aminosäuren enthält. Es handelt sich naturgemäß um eine sehr vielgestaltige Gruppe von Verbindungen und man kann anhand der enthaltenen Bindungstypen lediglich eine gewisse Kategorisierung vornehmen. Die folgende Auflistung enthält einige der in der wissenschaftlichen Literatur am häufigsten angetroffenen Bezeichnungen, ist jedoch nicht vollständig und die einzelnen Klassen sind auch nicht scharf gegeneinander abgegrenzt.
- Zyklische Isopeptide enthalten mindestens eine Bindung, die keine Alpha-Aminogruppe involviert, sondern sich formal von einer Seitenketten-Aminogruppe ableitet. Ein Beispiel ist Bacitracin, bei welchem der Ringschluss über eine Epsilon-Aminogruppe eines Lysins, d. h., über dessen Seitenkette, zustande kommt.
- Zyklische Depsipeptide enthalten in der Ringstruktur mindestens eine Esterbindung (Beispiele: Aureobasidin A und HUN-7293)

- Disulfid-verbrückte Peptide enthalten mindestens eine Disulfidbrücke, welche durch Oxidation von zwei Cystein-Seitenketten zustande kommt. Beispiele sind das synthetische Somatostatin-Analogon Octreotid, sein natürliches Pendant Somatostatin sowie das natürlich vorkommende Peptidhormon Oxytocin. Cyclopeptide mit Disulfidbrücken haben die Eigenart, dass der Ring relativ leicht reduktiv geöffnet werden kann, wobei die ursprünglichen Thiolgruppen der beteiligten Cystein-Seitenketten frei werden. Sie sind also im Vergleich zu anderen Cyclopeptiden nicht besonders stabil. Diese Art der Ringöffnung ist allerdings reversibel, da die Verbrückung durch Oxidation mit DMSO oder Iod wiederhergestellt werden kann. Da der Aufbau linearer Peptide mit zwei Cysteinen durch Festphasensynthese (insbesondere vollautomatische) sehr unkompliziert ist, bietet die oxidative Zyklisierung über Disulfidbrücken einen der einfachsten Zugänge zu Cyclopeptiden.[4]
- Polyzyklische Peptide: Peptide mit zwei, drei, vier... bzw. noch mehr Ringen werden als bizyklische, trizyklische, tetrazyklische... bzw. polyzyklische Peptide bezeichnet. Da homodete cyclische Peptide ausschließlich α-Peptidbindungen enthalten, für die Ausbildung mehrerer Ringe jedoch mindestens 2 Verzweigungen vorhanden sein müssen, welche wiederum keine α-Peptidbindungen sein können, da pro Aminosäure lediglich eine α-Peptidbindung möglich ist, sind polyzyklische Peptide stets heterodet. Zu den kleinsten bizyklischen Peptiden, die in der Natur angetroffen werden, zählen α-Amanitin und Phalloidin. Diese zu den Amatoxinen bzw. Phallotoxinen gehörenden bizyklischen Peptide besitzen außer einem homodeten Oligopeptid-Grundgerüst zusätzlich noch eine interne Querbrücke zwischen Tryptophan und Cystein. Diese sogenannte Tryptathionin-Brücke liegt bei den Amatoxinen in oxidierter Form (als Sulfoxid) und bei den Phallotoxinen als Thioether vor.
- Stapled peptides: Für eine bestimmte Form monozyklischer Peptide hat sich in der englischsprachigen Fachliteratur die unscharfe, aber anschauliche Bezeichnung „stapled peptides“ (dt. „zusammengetackerte“ Peptide) etabliert.[5] Die Zyklisierung wird meistens als letzter Syntheseschritt (d. h., nach dem Aufbau der Peptidkette) durch die chemoselektive Kopplung zweier eigens dafür installierter Seitenketten zu einer intramolekularen Brücke realisiert. Diese Verbrückung dient zur Stabilisierung einer bestimmten, bevorzugten Sekundärstruktur, zumeist der alpha-helikalen Konformation, was das pharmakologische Profil (Selektivität, Stabilität) der Peptide erheblich verbessern kann.[6]

Es ist offenkundig, dass es möglich ist, die Charakteristika dieser Verbindungsklassen beliebig zu kombinieren, woraus wiederum spezielle Unterklassen zyklischer Peptide abgeleitet werden können. Ein Beispiel hierfür ist die Klasse der „engineered cysteine knot peptides“ (dt. etwa „künstlich hergestellte Cystein-Knoten-Peptide“) oder Knottine (engl. knottins). Es handelt sich hierbei um Peptide von 30–50 Aminosäuren, welche eine wohldefinierte 3-dimensionale Knotenstruktur besitzen, die von mindestens 3 Disulfidbrücken zusammengehalten wird. Eine der Disulfidbindungen verläuft durch einen Peptid-Makrozyklus, welcher seinerseits durch zwei andere Disulfidbindungen und das Peptidrückgrat gebildet wird, wodurch ein starrer molekularer „Knoten“ entsteht, der eine hohe chemische, thermische und proteolytische Stabilität verleiht.
Daneben gibt es viele weitere Cyclopeptide, die sich hinsichtlich der Art der am Ring beteiligten Bindungen nicht in eine der häufiger angetroffenen Klassen (Isopeptide, Depsipeptide, Disulfid-verbrückte) einordnen lassen. Ein Beispiel ist Vancomycin, welches zwei relativ kleine Ringe mit Diaryletherbindung enthält.

## Nomenklatur
Homodete Cyclopeptide, die aus kanonischen Aminosäuren aufgebaut sind und lediglich gewöhnliche Peptidbindungen enthalten, werden üblicherweise im Einbuchstabencode gemäß dem Muster cyclo(X1X2X3X4X5) oder c(X1X2X3X4X5) notiert (die Platzhalter X1–X5 stehen hier für beliebige Aminosäuren). Ein zyklisches, aus den Aminosäuren Phenylalanin (Phe, F), Leucin (Leu, L), Alanin (Ala, A), Serin (Ser, S), Cystein (Cys, C), Histidin (His, H) und Glutaminsäure (Glu, E) kann demzufolge eindeutig als cyclo(FLASCHE) oder c(FLASCHE) geschrieben werden. Natürlich kann hier auch jede andere Aminosäure als erste in der Reihe auftauchen kann, vorausgesetzt, die Reihenfolge wird insgesamt beibehalten, beispielsweise c(SCHEFLA) oder c(EFLASCH). Für komplexere Cyclopeptide existieren detailliertere Regelungen, die sich teilweise immer noch in der Entwicklung befinden, um alle möglichen Formen zyklischer organischer Verbindungen, die wenigstens eine Peptidbindungen enthalten, abzubilden.

## Synthese
Isopeptidische Cyclopeptide können durch Inteine in vivo erzeugt werden.

## Eigenschaften
Aufgrund der Ringform sind Cyclopeptide oftmals resistent gegen Proteolyse (z. B. durch Exopeptidasen), weisen eine höhere Thermostabilität auf und sind weniger beweglich.
Cyclopeptide dienen in der Natur einer Vielzahl unterschiedlicher Funktionen. Oft enthalten Cyclopeptide statt der üblichen L-Aminosäuren teilweise D-Aminosäuren oder α-Hydroxycarbonsäuren (Cyclodepsipeptide). Die Cyclodepsipeptide sind zugleich Lactame und Lactone. Manche Cyclopeptide werden per nichtribosomaler Peptidsynthese erzeugt.

## Beispiele
| Cyclopeptide (Beispiele) |                                                                                                  |                                                                                          | |
| Name                     | Cyclodipeptid Gly-Gly                                                                            | Cyclodipeptid Ala-Ala                                                                    | Cyclodepsipeptid                                                                                                   |
| Strukturformel           | Cyclisches Dipeptid Gly-Gly, das einfachste Diketopiperazin, aufgebaut aus zwei Molekülen Glycin | Cyclisches Dipeptid Ala-Ala, ein Diketopiperazin, aufgebaut aus zwei Molekülen Alanin    | Cyclisches Depsipeptid, aufgebaut aus Glycin und der Hydroxycarbonsäure L-Milchsäure.                              |
| Bemerkung                | Einfachstes Diketopiperazin, aufgebaut aus zwei Molekülen Glycin (Peptidbindungen blau markiert) | Ein Diketopiperazin, aufgebaut aus zwei Molekülen Alanin (Peptidbindungen blau markiert) | Cyclisches Depsipeptid, aufgebaut aus Glycin und der Hydroxycarbonsäure L-Milchsäure (Peptidbindung blau markiert) |

Die einfachsten cyclischen Peptide sind Diketopiperazine (cyclische Dipeptide). Beispiele für größere homodete Cyclopeptide sind Caspofungin und Gramicidin S. Die Cyclopeptide Octreotid, Oxytocin, Daptomycin und α-Amanitin sind hingegen heterodet. Weitere Beispiele für Cyclopeptide sind, Vancomycin, Echinocandine, Bacitracin, Colistin, Cyclotid, Dactinomycin, Daptomycin, Gramicidin S, HC-Toxin, Hymenistatin, Nisin, Polymyxin B, Pristinamycin, Tentoxin, Octreotid, Valinomycin, Viscumamid sowie Yunnanin A.

## Anwendung
Im Zuge eines Proteindesigns können zyklische Fusionsproteine erzeugt werden, die aufgrund fehlenden Zugangs für Exopeptidasen eine höhere Stabilität (und somit eine größere biologische Halbwertszeit) oder Aktivität aufweisen.